# Jean Charles Pallavicini
Jean Charles Pallavicini, także Giancarlo Pallavicini (ur. 14 kwietnia 1911 w Desio, zm. 22 września 1999 tamże) – tymczasowy Namiestnik zakonu joannitów od 17 stycznia do 11 kwietnia 1998.
W zakonie kawalerów maltańskich pełnił funkcje administracyjne. Po tym, jak zmarł dotychczasowy wielki mistrz zakonu Angelo de Mojana di Cologna został wyznaczony namiestnikiem zakonu ad interim do czasu wyboru następcy, co nastąpiło 3 miesiące później. Zmarł 11 lat później w rodzinnym Desio. Był spokrewniony z urodzonym w 1931 ekonomistą o tym samym imieniu i nazwisku.